# دودوک
دودوک ((به ارمنی: Դուդուկ) یا تْسیراناپوغ ((به ارمنی: ծիրանափող)) اصیل‌ترین ساز ارمنیان در بین دیگر سازهای ملی آنان به‌شمار می‌رود. موسیقی شناسان ارمنی، استناد به شواهد تاریخی و داده‌های باستان‌شناسی قدمت این ساز را به ۱۲۰۰ سال قبل از میلاد و تاریخ موسیقی دودوک ارمنی را به دوران پادشاهی تیگران بزرگ در سرزمین کوهستانی ارمنستان دانسته‌اند؛ ولی دانشمندان غربی قدمت این ساز را ۱۵۰۰ سال پیش می‌دانند.
یونسکو در ۲۰۰۵ میلادی دودوک را به منزلهٔ شاهکار میراث معنوی و شفاهی بشریت معرفی کرد.

## زردآلو در فرهنگ ارمنی

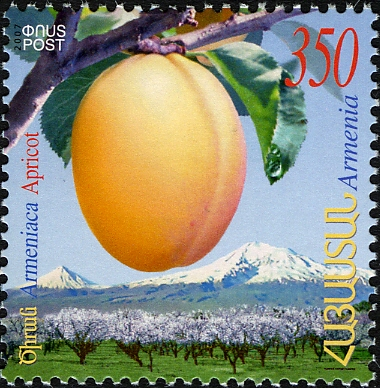
تمبر ارمنی

همان گونه که تار خوب را از چوب درخت توت و از چوب درخت گلابی برای ساختن کمانچه استفاده می‌کنند؛ برای ساخت دودوک هم از شاخه و چوب کهنه شده ساقه درخت پنجاه تا شصت ساله زردآلو استفاده می‌کنند. ارمنیان نه تنها خود را نخستین پرورش دهندگان زردآلو می‌دانند بلکه نام و تصویر آن را به خانه، اجتماع و باورهای خود نیز راه داده‌اند. به سبب قدمت کاشت و پرورش این میوه در خاک ارمنستان اسم علمی آن را در گیاه‌شناسی «پرونوس آرمنیاکا»[Prunus armeniaca] یا «آرمنیکا وولگاریس»،[Armeniaca vulgaris] به معنی (آلوی ارمنی) یا (میوه ارمنی) گذاشته‌اند. کارل لینه در ۱۷۵۳ میلادی در «فرهنگ اسامی گیاهان» [plant nomenclature] و در بخش «رتبه‌بندی موجودات زنده» [Taxonom] کتاب معروف خود، گونه‌های گیاهان از (سیب ارمنی) نام برده‌است. «فیلیپ دِپوئردِرله» [De Poerderlé]، گیاه‌شناس معروف اتریشی سده هجدهم میلادی، می‌نویسد:
«نام این درخت میوه از نام کشوری که در آن می‌روید، که منطقه‌ای آسیایی به نام ارمنستان است، گرفته شده و میوه آن بعدها به اروپا راه پیدا کرده‌است.»
در ۱۹۶۲ میلادی، یک گروه باستان‌شناس، طی حفاریهای خود در اطراف معبد گارنی و در میان آثار کشف شده از عصر سنگ به تعدادی هسته زرد آلو با عمر بیش از دوازده هزار سال و دودوک ساخته شده از قلم ساق پای لک‌لک، متعلق به هزاره اول پیش از میلاد، دست یافت.

## دودوک
تنظیم صدای دودوک ارتباطی مستقیم با فرهنگ منطقه‌ای دارد که در محدوده آن نواخته می‌شود، چرا که حتی اندازه ساز نیز در مناطق مختلف متفاوت است. این ساز، که قدمتی چند هزار ساله دارد، دارای سه اندازهٔ کوچک (۲۸ سانتیمتر)، متوسط (۳۳سانتیمتر) و بزرگ (۴۰ سانتیمتر) است. دودوک فقط دارای یک اکتاو، دو گام و دو نت است.
در سده بیستم میلادی، استادان موسیقی در ارمنستان تنظیمات دودوک یکسان‌سازی کردند و تنظیم آن را، برخلاف نتهای غربی،[dodecatoni or heptatonic] درمقیاس دو نت در یک اکتاو (سوم یا چهارم) تعیین و تثبیت کردند. فن استفاده از انگشتان نوازنده نتهای اضافی لازم برای نزدیک شدن به مقیاس هفت یا دوازده نت را به دست می‌دهد. اندازه ساز نیز در مناطق مختلف متفاوت است. در گذشته، دودوک را از استخوان و بعدها از نی می‌ساختند اما از سده پنجم میلادی از چوب و نی درساخت دودوک به صورت معیار درآمده است. رمز صدای غمناک و ویژه دودوک در استفاده از دو قطعه لوله هم محور، قطر بیشتر لوله و قدرت تنفسی فوق‌العاده نوازنده نهفته‌است. قسمت بلند دودوک از چوب قدیمی درخت زردآلویی که میوه آن هسته تلخی دارد و بخش دهنی آن را از یِقِگ [yegheg] که در ساحل رود ارس می‌روید می‌سازند.

## نگارخانه

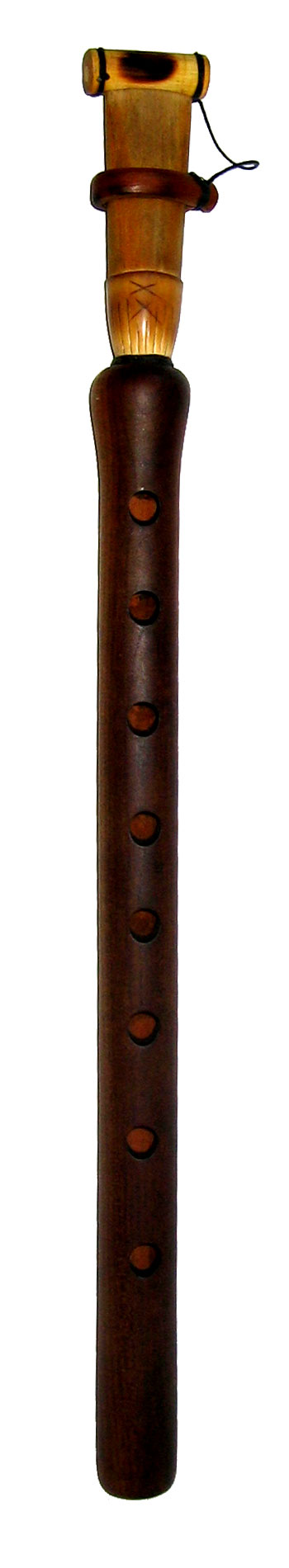
دودوک
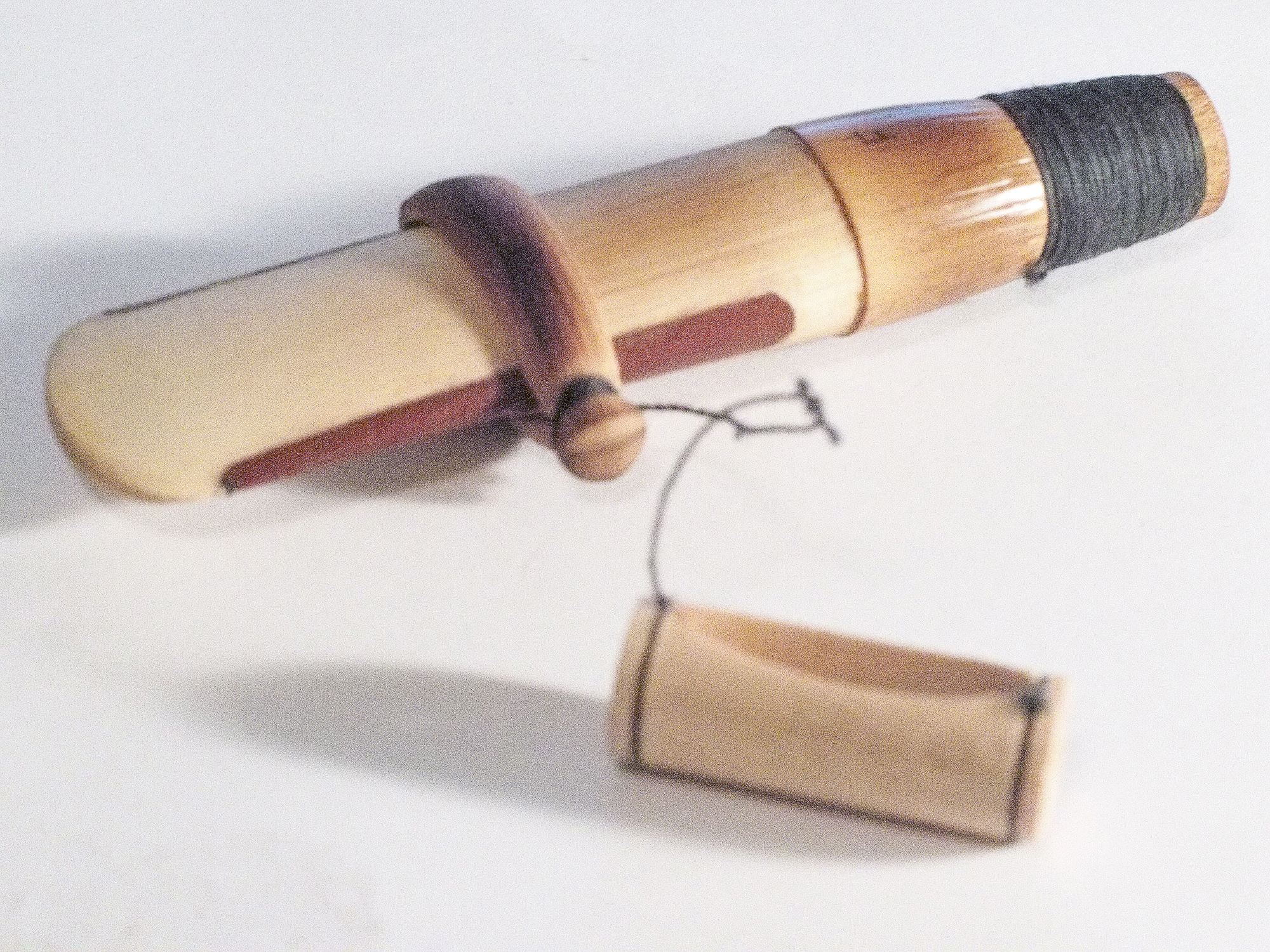
یِقِگ
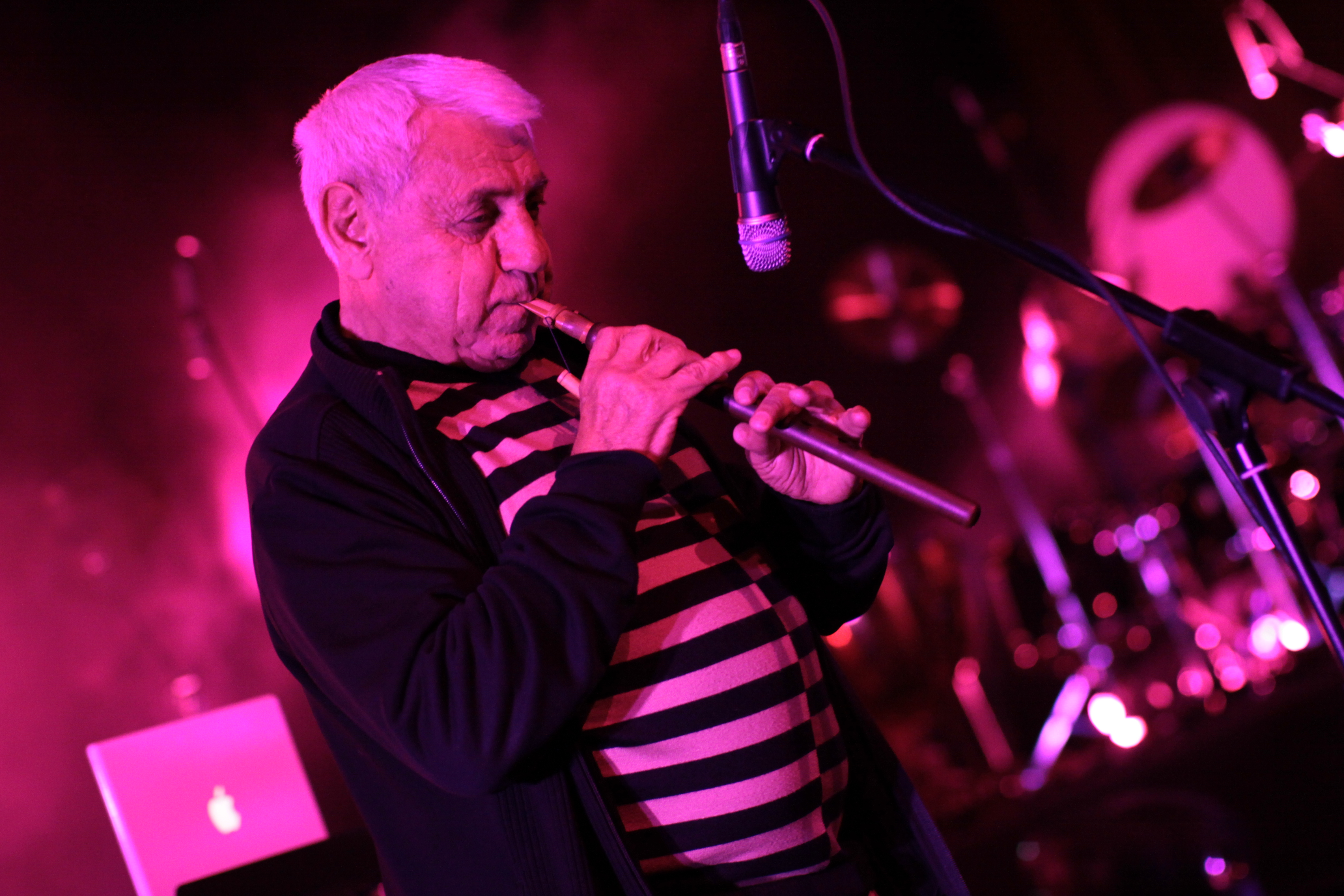
جیوان گاسپاریان در حال نواختن دودوک
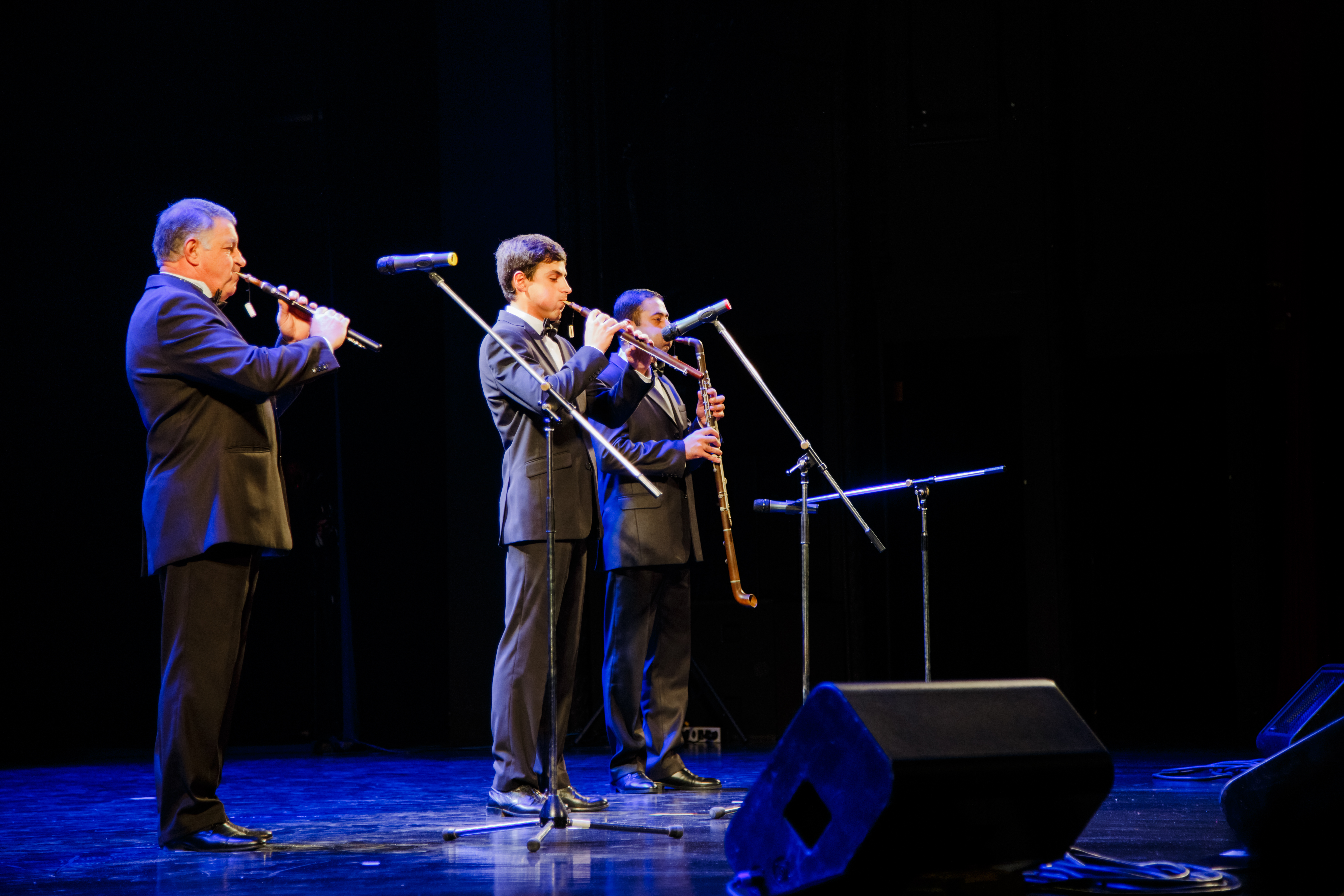
فستیوال دودوک سال ۲۰۱۵ میلادی در مسکو
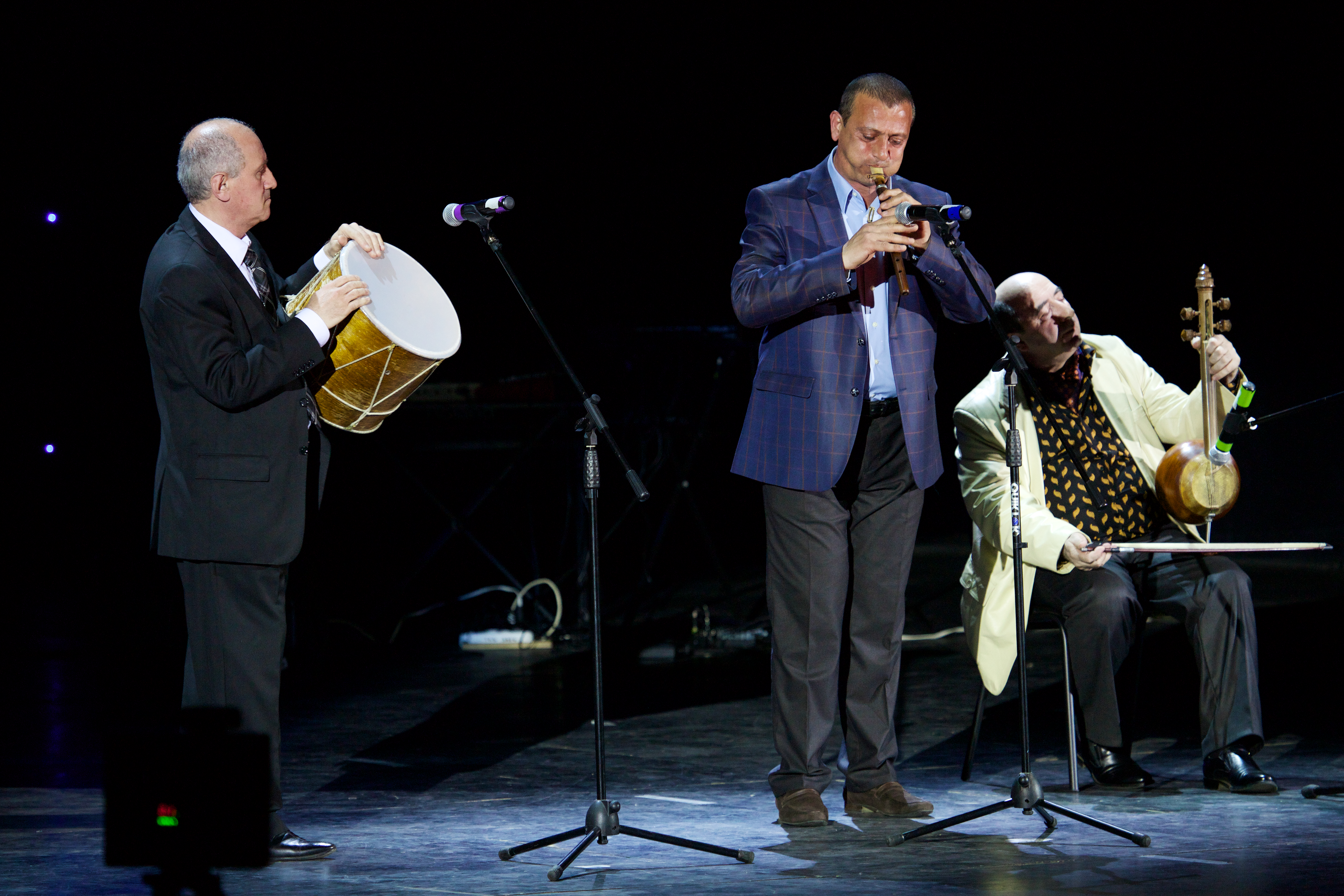
فستیوال دودوک سال ۲۰۱۴ میلادی در مسکو